# Diffusion alvéolo-capillaire
 (octobre 2024).
Si vous disposez d'ouvrages ou d'articles de référence ou si vous connaissez des sites web de qualité traitant du thème abordé ici, merci de compléter l'article en donnant les références utiles à sa vérifiabilité et en les liant à la section « Notes et références ».
La diffusion alvéolo-capillaire est le transfert de gaz (oxygène et dioxyde de carbone, essentiellement, mais aussi méthane, acétone dans le sens de l'expiration, et divers polluants, médicaments, drogue... dans le sens inhalation) à travers la membrane alvéolo-capillaire, quel que soit le sens des échanges. Il se fait au travers de la barrière alvéolo-capillaire qui, dans un organisme en bonne santé, empêche les particules et les microbes inhalés de pénétrer dans le sang. Cette barrière est extrêmement fine ; elle se situe entre les alvéoles pulmonaires et les capillaires sanguins.

## Facteurs influençant les échanges gazeux alvéolo-capillaires
La diffusion alvéolo-capillaire est influencée par six facteurs qui influent sur les échanges gazeux (de dioxygène et de dioxyde de carbone essentiellement) entre le sang et les alvéoles pulmonaires, au niveau cellulaire.
La membrane séparant l'air pulmonaire du sang capillaire est constituée de l'endothélium capillaire et de l'épithélium alvéolaire ; à travers elle s'effectue la diffusion alvéolo-capillaire, elle-même régie par les paramètres suivants :
- le gradient de pression : pressions de dioxygène et de dioxyde de carbone ;
- la surface alvéolaire : 70 m2 ;
- le temps de transition capillaire : 0,75 s ;
- la solubilité des gaz, régie par la loi de Henry ;
- la masse moléculaire de chaque gaz ;
- l'épaisseur des membranes.

Divers polluants tels que fibres d'amiante, micro- et nanoplastiques peuvent endommager cette barrière.

## Mécanismes
Les échanges se font par une diffusion passive selon un gradient de pression entre le sang capillaire et l'air alvéolaire. Ainsi, le dioxygène diffuse vers le capillaire alors que le dioxyde de carbone diffuse vers l'alvéole.